# جمباز بهلواني

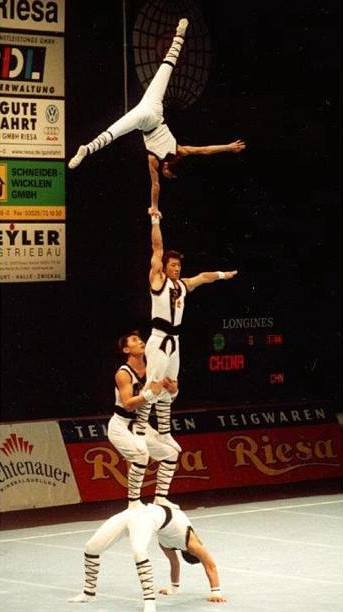
جمباز بهلواني، 2013

الجمباز البهلواني (وقد أطلق عليه سابقاً الأكروبات الرياضي) هو رياضة تنافسية تلعب ضمن مجموعات (شركاء 3 فما فوق)؛ وهي تجمع بين القوة والمرونة والمهارات التقنية للاعب، تتطلب هذه الرياضة مرونة ودقة فنية وتوازناً في الأداء بين الرقص والموسيقى المصاحبة، إضافة إلى التناغم والثقة والصداقة بين الشركاء في المجموعة. تنافس المشاركون ذوو القدرات العالية ضمن الفئات العمرية التالية: 11 عاماً أو أقل، 12-14 عام، 15-16 عام، و17 عام فأكثر.

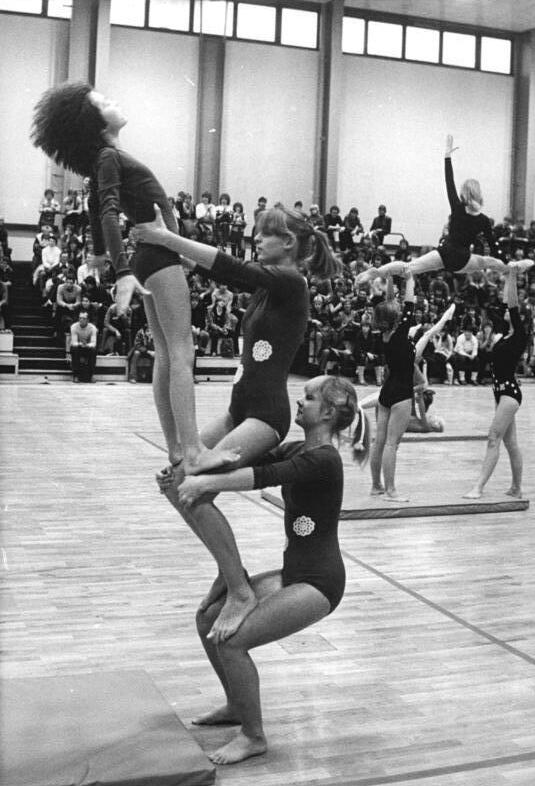
لاعبات تؤديان حركاتهما، 1986.

## تاريخ اللعبة
استخدمت الألعاب الأكروباتية كرياضة قائمة بذاتها للمرة الأولى في الاتحاد السوفيتي في ثلاثينيات القرن العشرين، وأجريت أول بطولة للعالم للجمباز الإيقاعي عام 1974.
إضافة للفئات الخمس المعتمدة حالياً، أضيفت فئاتان للبهلوانيات (للرجال والسيدات) وأعتمدتا حتى بطولة العالم عام 1999، إلا أن بعض المجموعات لا تزال تعتمد هذه الفئات إلى الآن.

## فئات المنافسة
يتم أداء كافة منافسات الجمباز الأكروباتي في أزواج أو مجموعات، ضمن الفئات العمرية المذكورة أعلاه. أما الفئات فهي:
- زوجي سيدات (لاعبتين في الفريق)
- زوجي رجال (لاعبين في الفريق)
- زوجي مختلط (لاعب ولاعبة)
- جماعي سيدات (مجموعة من 3 لاعبات)
- جماعي رجال (مجموعة من 4 لاعبين)

يؤدي كل زوج أو مجموعة منافسة الأداء بشكل منفصل عن الفريق أو الفرق المنافسة الأخرى، وتصمم الرقصة المؤداة بمصاحبة الموسيقى والحركات البهلوانية، وتكون بعض متطلباً أساسياً للتنافس. ويسعى كل فريق لإظهار الإناقة وسلاسة الأداء والتناغم كفريق للحكام وللجمهور.

## قوانين اللعبة
تخضع قواعد هذه الرياضة، والمعروفة باسم قانون النقاط، من قبل الاتحاد الدولي للجمباز. هذه القواعد قابلة للتغيير كل أربع سنوات وفقاً لدورة الألعاب الأولمبية وفقاً لتخصصات الجمباز الأخرى.... 

## المسابقات
رياضة الجمباز البهلواني هي جزء من الألعاب العالمية، وهي مدرجة أيضًا ضمن دورة الألعاب الأوروبية بالإضافة إلى بطولة العالم لألعاب الجمباز البهلوانية المخصصة التي تُقام في السنوات الزوجية (كانت تسمى بطولة العالم للألعاب البهلوانية قبل عام 2006، وتُقام البطولات القارية والإقليمية في السنوات الفردية. على سبيل المثال، نُظمت البطولة الأوربية الثامنة والعشرين للألعاب البهلوانية في مدينة جيشوف البولندية في تشرين الأول من عام 2017.
هناك العديد من البطولات الوطنية والإقليمية في كل بلد. وتتطلب المنافسة في المسابقات المحلية والإقليمية من أجل التأهل إلى البطولات الوطنية. ولا يشترط الاتحاد الدولي للجمباز تأهل لاعبو الجمباز من خلال البطولات المحلية من أجل المشاركة في البطولات الدولية، ولكن غالبا ما تقوم الهيئات الإدارية المحلية باختيار منتخباتها الوطنية بناءً على الأداء في المسابقات الوطنية.
غالبا ما تجذب مسابقات الجمباز البهلوانية جماهير غفيرة، لأنها مسلية جدا ومليئة بالإثارة والتشويق بسبب الحركات الخطيرة والجريئة.  وفي دورة الألعاب الأولمبية التي أقيمت في لندن عام 2012 قامت الفرق البهلوانية بالاستعراض قبل بدء مسابقات الجمباز الأولمبية وكذلك خلال مراسيم الافتتاح والختام. وقد قيل أن حضور هذه الرياضية دليل على قدرتها على الترفيه، على الرغم من عدم كونها من فروع الألعاب الأولمبية.
يتم منح الميداليات الذهبية والفضية والبرونزية بشكل عام بالطرق التقليدية، على الرغم من أن في بعض المسابقات يتطلب الحد الأدنى من النقاط للتأهل والحصول على ميدالية.

## العروض الحركية
العروض الحركية مطلوبة في المسابقات وتعتمد على المستوى الذي يتنافس فيه لاعبو الجمباز. وفي مستويات الناشئين والكبار، تكون جميع العروض الحركية مطلوبة، بينما يتطلب عرض حركي واحد في المستويات العمرية الصغيرة. لكل نوع من أنواع العروض الحركية الثلاثة تركيز مختلف. ولكن تتضمن جميع هذه العروض حركات الشقلبة والرقص. وتشمل الحركات الاستعراضية المختلفة كما يلي: 
1. التوازن (يعرف سابقا باسم الثبات) يتطلب حركة التوازن البقاء بوضعية ثابتة أو متوازنة لمدة معينة. كما تتطلب هذه الحركات القوة والتوزان والأناقة والمرونة. ويقوم لاعبو الجمباز بالتجمع على شكل أبراج أو أهرام مع بقاء لاعبي مراكز القمم بوضعية معينة متوازنة فوق لاعبي مراكز القواعد. وعادة ما كان يتم تنفيذ حركات التوازن على إيقاع موسيقى بطيئة ولكن ليس بشكل دائم. وتستغرق عرض حركات الاتزان لمدة دقيقتين وثلاثون ثانية تقريبا.
2. الديناميكية (تعرف سابقا باسم تيمبو) تبين هذه الحركات الاستعراضية القوى والرشاقة من خلال أداء الحركات البهلوانية والتي تشمل القفز والطيران والدوران والهبوط. ويشمل ذلك عادة قيام لاعبو مركز القاعدة بدفع لاعبي مركز القمة في الهواء ومن خلال سلسلة من الشقلبات أو اللفات. ويقوم لاعبو مركز القاعدة بمسك أو دعم لاعبو مركز القمة عند هبوطهم. وتستغرق عرض حركات الديناميكية لمدة دقيقتين.
3. الدمج - في المستويات العليا من المنافسة (من عمر 12 إلى 18 في المستويات العالية) يجب القيام بالحركة الاستعراضية الثالثة والتي تشمل الدمج بين حركات التوازن والديناميكية إلى جانب حركات الرقص والشقلبة العادية (لا يشترط على اللاعبين من المستوى العالي القيام بحركات الشقلبة). وفي العادة يتم القيام بها كحركة استعراضية أخيرة، ويعتمد مدة القيام بهذه الحركة على مستوى المنافسة والتي تستغرق حوالي دقيقتين وثلاثون ثانية.

## آلية احتساب النقاط
يتم حكم منافسات الجمباز البهلواني باحتساب نقاط من 30.00 نقطة. وفيما يلي الفئات التي على أساسها يتم احتساب النقاط للرياضيين.
- العنصر الفني والتي يقيم الأداء البهلواني من ناحية تصميم الرقص والتنوع والقدرة على الأداء على إيقاع الموسيقى؛ (من 10 نقاط)
- عنصر التنفيذ الحركات الذي يقيم النقاط المستقطعة التي يخسرها لاعب الجمباز البهلواني أثناء قيامه بعرض المهارات الفردية أو الجماعية (على سبيل المثال، ثني الساقين أو اصابع قدم الغير مثبتة). ويتم احتسب هذا العنصر من 10 نقاط، وتتضاعف بعد ذلك للتأكيد على أهميته.
- عنصر الصعوبة وهو مجموع النقاط المحتسبة على أساس درجة الصعوبة وعدد المهارات (تحدد درجة الصعوبة عن طريق القيمة المخصصة للمهارات وفقا لقانون احتساب النقاط.

ان إحراز نتيجة فوق الثلاثون نقطة تعتبر شائعة، لأن درجة الصعوبة غير محددة.

## التحكيم
ان لجان التحكيم الخاصة بالجمباز البهلواني مشابهة لتلك الموجودة في فروع رياضة الجمباز الأخرى، ويتم الإشراف على لجان التحكيم المختلفة من قبل رئيس لجنة الحكام، وكل لجنة لديها 'رئيس لجنة التحكيم' الذي يقوم بالإشراف على نشاطات تلك اللجنة. ويوجد في رياضة الجمباز البهلواني حكام لدرجة الصعوبة الذين يقيمون درجة صعوبة عناصر الحركات الاستعراضية فقط؛ كذلك يوجد حكام فنيون الذين يقيمون الأداء والمميزات الفنية للحركة الاستعراضية؛ كما يوجد أيضا حكم تنفيذي الذي يقوم بالحكم على النقاط التي يجب خصمها عند تنفيذ حركة استعراضية غير متقنة. يعتمد عدد أنواع الحكام في لجنة تحكيم الألعاب البهلوانية على مستوى المنافسة ويمكن أن يختلف من واحد إلى أكثر (باستثناء الرئيس، لأن لكل لجنة يوجد رئيس لجنة تحكيم واحد فقط).

## روابط خارجية
- الألعاب الأكروباتية على موقع FIG
- الألعاب الأكروباتية على موقع USAG نسخة محفوظة 2 سبتمبر 2011 على موقع واي باك مشين.